# Port de Gwadar
El Port de Gwadar (en urdu: گوادر بندرگاہ) és un port d'aigües profundes situat en el Mar Aràbic a Gwadar, a la província de Balutxistan de Pakistan. Gwadar es troba en el vèrtex de la Mar d'Aràbia i en la boca del Golf Pèrsic, aproximadament 460 km (290 milles) a l'oest de Karachi, a 75 km (47 milles) a l'est de la frontera del Pakistan amb l'Iran i 380 km (240 milles) al nord-est del punt més proper a Oman a través del Mar d'Aràbia. Està situat en el costat est de la península natural amb forma de cap de martell que sobresurt en el mar Aràbic des de la costa. Gwadar està situat prop de l'estratègic Estret d'Ormuz i les seves rutes marítimes, comercials o petrolieres són molt actives. La regió circumdant és llar d'uns dos terços de les reserves mundials de petroli.

## Antecedents
El 1992 es va completar un petit moll a Gwadar i un any més tard (1993).es van donar a conèixer propostes formals per fer un port marítim profund a Gwadar. El govern federal va aprovar la construcció del port el desembre de 1995, però el projecte no va poder començar per manca de capital. El 1997, un grup de treball nomenat pel govern va identificar a Gwadar com un dels focus del desenvolupament, però el projecte no es va iniciar a causa de les sancions econòmiques imposades al Pakistan després de les proves nuclears del maig de 1998. La construcció de la fase 1 del projecte es va iniciar el 2002 després de signar l'acord per a la seva construcció durant la visita estatal del primer ministre xinès Zhu Rongji el 2001. Després de la finalització de la Fase 1 l'any 2007, el primer vaixell de càrrega comercial en utilitzar-lo fou el "Pos Glory", amb 70.000 tones mètriques de blat el 15 de març de 2008.

## Expansió sota el CPEC
Segons el CPEC (Corredor Econòmic Xina-Pakistan), la Xina Overseas Port Holding Company (COPHC) ampliarà el port de Gwadar amb la construcció de nou llocs polivalents a 3,2 quilòmetres de front marítim cap a l'est dels molls polivalents existents. La COPHC també construirà terminals de càrrega en els 12 quilòmetres de terra al nord i al nord-oest del lloc al llarg de la costa de la badia de Demi Zirr.

## Impacte ambiental
Alguns han expressat preocupacions sobre el futur de l'entorn de la regió a la llum de l'expansió del port de Gwadar. Un informe del Grup d'Estudi sobre el vessament de petroli (SGOS) del grup LEAD Fellows al·lega que una expansió del port provocaria danys futurs en l'entorn marítim, com ara vessaments de petroli i altres residus industrials humans que surten al mar, al·legant també que les lleis del Pakistan sobre La contaminació marítima té penes febles i manca de responsabilitat institucional.